# Savarna thaleban
Espèce
Savarna thaleban est une espèce d'araignées aranéomorphes de la famille des Pholcidae.

## Distribution
Cette espèce est endémique de la province de Satun en Thaïlande. Elle se rencontre dans le parc national de Thale Ban.

## Description
Le mâle holotype mesure 2,23 mm.

## Étymologie
Son nom d'espèce lui a été donné en référence au lieu de sa découverte, le parc national de Thale Ban.

## Publication originale
- Huber, 2005 : Revision of the genus Spermophora Hentz in Southeast Asia and on the Pacific Islands, with descriptions of three new genera (Araneae: Pholcidae). Zoologische Mededelingen (Leiden), vol. 79, no 2, p. 61-114 (texte intégral).